# Cimicifuga
Cimicifuga (en inglés, 'bugbane' o 'cohosh') es un género de plantas de la familia Ranunculaceae, nativas del Hemisferio Norte, en América del Norte y Eurasia. Comprende 47 especies descritas y de estas, solo 2 aceptadas.
Se trata de un género muy relacionado con Actaea; de hecho, algunos taxónomos la agrupan en aquel género. Actaea posee 8 géneros sin incluir a Cimicifuga y de 20 a 26, de incluirla
En la medicina popular se considera que la cimífuga (Cimicifuga racemosa) ayuda a combatir los sofocos, la sudoración, las palpitaciones, la depresión y otras alteraciones asociadas a la menopausia. Aumenta la eficacia de los estrógenos producidos por el propio cuerpo y, además, carece de efectos secundarios.

## Descripción
Se trata de plantas perennes, con rizomas.
Las hojas son basales y caulinares son compuestas, pecioladas y con alas basales; las caulinares son alternas.
Las flores son bisexuales, con simetría actinomorfa. Los sépalos no son persistentes en el fruto, que es en fruto, sésil o escipitado, ovoideo o subovoideo.

## Taxonomía
El género fue descrito por L. ex Wernisch. y publicado en Genera Plantarum 298, 321. 1763. La especie tipo es: Cimicifuga acerina (Siebold & Zucc.) Koidz.
Etimología
Cimicifuga: nombre genérico que  significa 'ahuyentador de chinches', en referencia a la familia de artrópodos heterópteros Cimicidae, que es la de dichos invertebrados.

## Especies aceptadas
A continuación se brinda un listado de las especies del género Cimicifuga aceptadas hasta julio de 2014, ordenadas alfabéticamente. Para cada una se indica el nombre binomial seguido del autor, abreviado según las convenciones y usos.
- Cimicifuga acerina (Siebold & Zucc.) Koidz.
- Cimicifuga nanchuenensis P.G. Xiao